# Temporada da NFL de 1981
A Temporada de 1981 da NFL foi a 62ª temporada regular da National Football League. A temporada terminou no Super Bowl XVI onde o San Francisco 49ers derrotou o Cincinnati Bengals.

## Classificação
V = Vitórias, D = Derrotas, E = Empates, PCT = porcentagem de vitórias, PF= Pontos feitos, PS = Pontos sofridos
 x  - marca os times classificados pelo wild card (repescagem),  y  - marca os times que levaram o titulo de suas divisões
| AFC East             |    |    |   |      |     |     |
| Time                 | V  | D  | E | PCT  | PF  | PS  |
| y-Miami Dolphins     | 11 | 4  | 1 | .719 | 345 | 275 |
| x-New York Jets      | 10 | 5  | 1 | .656 | 355 | 287 |
| x-Buffalo Bills      | 10 | 6  | 0 | .625 | 311 | 276 |
| Baltimore Colts      | 2  | 14 | 0 | .125 | 259 | 533 |
| New England Patriots | 2  | 14 | 0 | .125 | 322 | 370 |
| AFC Central          |    |    |   |      |     |     |
| Time                 | V  | D  | E | PCT  | PF  | PS  |
| y-Cincinnati Bengals | 12 | 4  | 0 | .750 | 421 | 304 |
| Pittsburgh Steelers  | 8  | 8  | 0 | .500 | 356 | 297 |
| Houston Oilers       | 7  | 9  | 0 | .438 | 281 | 355 |
| Cleveland Browns     | 5  | 11 | 0 | .313 | 276 | 375 |
| AFC West             |    |    |   |      |     |     |
| Time                 | V  | D  | E | PCT  | PF  | PS  |
| y-San Diego Chargers | 10 | 6  | 0 | .625 | 478 | 390 |
| Denver Broncos       | 10 | 6  | 0 | .625 | 321 | 289 |
| Kansas City Chiefs   | 9  | 7  | 0 | .563 | 343 | 290 |
| Oakland Raiders      | 7  | 9  | 0 | .438 | 273 | 343 |
| Seattle Seahawks     | 6  | 10 | 0 | .375 | 322 | 388 |

| NFC East               |    |    |   |      |     |     |
| Time                   | V  | D  | E | PCT  | PF  | PS  |
| y-Dallas Cowboys       | 12 | 4  | 0 | .750 | 367 | 277 |
| x-Philadelphia Eagles  | 10 | 6  | 0 | .625 | 368 | 221 |
| x-New York Giants      | 9  | 7  | 0 | .563 | 295 | 257 |
| Washington Redskins    | 8  | 8  | 0 | .500 | 347 | 349 |
| St. Louis Cardinals    | 7  | 9  | 0 | .438 | 315 | 408 |
| NFC Central            |    |    |   |      |     |     |
| Time                   | V  | D  | E | PCT  | PF  | PS  |
| y-Tampa Bay Buccaneers | 9  | 7  | 0 | .563 | 315 | 268 |
| Detroit Lions          | 8  | 8  | 0 | .500 | 397 | 322 |
| Green Bay Packers      | 8  | 8  | 0 | .500 | 324 | 361 |
| Minnesota Vikings      | 7  | 9  | 0 | .438 | 325 | 369 |
| Chicago Bears          | 6  | 10 | 0 | .375 | 253 | 324 |
| NFC West               |    |    |   |      |     |     |
| Time                   | V  | D  | E | PCT  | PF  | PS  |
| y-San Francisco 49ers  | 13 | 3  | 0 | .813 | 357 | 250 |
| Atlanta Falcons        | 7  | 9  | 0 | .438 | 426 | 355 |
| Los Angeles Rams       | 6  | 10 | 0 | .375 | 303 | 351 |
| New Orleans Saints     | 4  | 12 | 0 | .250 | 207 | 378 |

### Desempates
- Baltimore terminou à frente de New England na AFC East baseado num melhor retrospecto no confronto direto (2-0).
- San Diego terminou à frente de Denver na AFC West baseado em uma melhor campanha dentro da divisão (6-2 contra 5-3 do Broncos).
- Buffalo was the second AFC Wild Card baseado num melhor retrospecto no confronto direto contra Denver (1-0).
- Detroit terminou à frente de Green Bay na NFC Central baseado num melhor retrospecto contra adversários em comum (5-5 contra 4-6 do Packers).

## Playoffs
|  |                                   |                                   |                                   |                                   |                |                                    |                                    |                                    |            |                                    |                |                |  |  |  |  |  |  |
|  |                                   |                                   |                                   |                                   |                | Playoffs de Divisão                |                                    |                                    |            |                                    |                |                |  |  |  |  |  |  |
|  |                                   |                                   |                                   |                                   |                | 2 de janeiro - Texas Stadium       |                                    |                                    |            |                                    |                |                |  |  |  |  |  |  |
|  | Jogo de Wild Card da NFC          | Jogo de Wild Card da NFC          | Jogo de Wild Card da NFC          | Campeão da NFC                    | Campeão da NFC | Campeão da NFC                     |                                    |                                    |            |                                    |                |                |  |  |  |  |  |  |
|  | Jogo de Wild Card da NFC          | Jogo de Wild Card da NFC          | Jogo de Wild Card da NFC          | Campeão da NFC                    | Campeão da NFC | Campeão da NFC                     | 3                                  | Tampa Bay                          | 0          |                                    |                |                |  |  |  |  |  |  |
|  | 27 de dezembro - Veterans Stadium | 27 de dezembro - Veterans Stadium | 27 de dezembro - Veterans Stadium |                                   |                | 10 de janeiro - Candlestick Park   | 10 de janeiro - Candlestick Park   | 10 de janeiro - Candlestick Park   | 0          |                                    |                |                |  |  |  |  |  |  |
|  | 27 de dezembro - Veterans Stadium | 27 de dezembro - Veterans Stadium | 27 de dezembro - Veterans Stadium | 2                                 | Dallas         | 10 de janeiro - Candlestick Park   | 10 de janeiro - Candlestick Park   | 10 de janeiro - Candlestick Park   | 38         |                                    |                |                |  |  |  |  |  |  |
|  | 5                                 | N.Y. Giants                       | 27                                | 2                                 | Dallas         | 2                                  | Dallas                             | 27                                 | 38         |                                    |                |                |  |  |  |  |  |  |
|  | 5                                 | N.Y. Giants                       | 27                                | 3 de janeiro - Candlestick Park   |                | 2                                  | Dallas                             | 27                                 |            |                                    |                |                |  |  |  |  |  |  |
|  | 4                                 | Philadelphia                      | 21                                |                                   |                | 1                                  | San Francisco                      | 28                                 |            | Super Bowl XVI                     | Super Bowl XVI | Super Bowl XVI |  |  |  |  |  |  |
|  | 4                                 | Philadelphia                      | 21                                | 5                                 | N.Y. Giants    | 1                                  | San Francisco                      | 28                                 | 24         | Super Bowl XVI                     | Super Bowl XVI | Super Bowl XVI |  |  |  |  |  |  |
|  |                                   |                                   |                                   | 5                                 | N.Y. Giants    |                                    |                                    |                                    | 24         | 24 de janeiro - Pontiac Silverdome |                |                |  |  |  |  |  |  |
|  | 1                                 | San Francisco                     | 38                                |                                   |                |                                    |                                    |                                    |            |                                    |                |                |  |  |  |  |  |  |
|  | 1                                 | San Francisco                     | 38                                | N1                                | San Francisco  | 26                                 |                                    |                                    |            |                                    |                |                |  |  |  |  |  |  |
|  | 2 de janeiro - Miami Orange Bowl  |                                   |                                   | N1                                | San Francisco  | 26                                 |                                    |                                    |            |                                    |                |                |  |  |  |  |  |  |
|  | Jogo de Wild Card da AFC          | Jogo de Wild Card da AFC          | Jogo de Wild Card da AFC          | Campeão da AFC                    | Campeão da AFC | Campeão da AFC                     |                                    | A1                                 | Cincinnati | 21                                 |                |                |  |  |  |  |  |  |
|  | Jogo de Wild Card da AFC          | Jogo de Wild Card da AFC          | Jogo de Wild Card da AFC          | Campeão da AFC                    | Campeão da AFC | Campeão da AFC                     | 3                                  | A1                                 | Cincinnati | 21                                 | San Diego (OT) | 41             |  |  |  |  |  |  |
|  | 27 de dezembro - Shea Stadium     | 27 de dezembro - Shea Stadium     | 27 de dezembro - Shea Stadium     |                                   |                | 10 de janeiro - Riverfront Stadium | 10 de janeiro - Riverfront Stadium | 10 de janeiro - Riverfront Stadium |            |                                    |                | 41             |  |  |  |  |  |  |
|  | 27 de dezembro - Shea Stadium     | 27 de dezembro - Shea Stadium     | 27 de dezembro - Shea Stadium     | 2                                 | Miami          | 10 de janeiro - Riverfront Stadium | 10 de janeiro - Riverfront Stadium | 10 de janeiro - Riverfront Stadium | 38         |                                    |                |                |  |  |  |  |  |  |
|  | 5                                 | Buffalo                           | 31                                | 2                                 | Miami          | 3                                  | San Diego                          | 7                                  | 38         |                                    |                |                |  |  |  |  |  |  |
|  | 5                                 | Buffalo                           | 31                                | 3 de janeiro - Riverfront Stadium |                | 3                                  | San Diego                          | 7                                  |            |                                    |                |                |  |  |  |  |  |  |
|  | 4                                 | N.Y. Jets                         | 27                                |                                   |                | 1                                  | Cincinnati                         | 27                                 |            |                                    |                |                |  |  |  |  |  |  |
|  | 4                                 | N.Y. Jets                         | 27                                | 5                                 | Buffalo        | 1                                  | Cincinnati                         | 27                                 | 21         |                                    |                |                |  |  |  |  |  |  |
|  |                                   |                                   |                                   | 5                                 | Buffalo        |                                    |                                    |                                    |            |                                    |                |                |  |  |  |  |  |  |
|  | 1                                 | Cincinnati                        | 28                                |                                   |                |                                    |                                    |                                    |            |                                    |                |                |  |  |  |  |  |  |
|  | 1                                 | Cincinnati                        | 28                                |                                   |                |                                    |                                    |                                    |            |                                    |                |                |  |  |  |  |  |  |

### AFC
- Wild-Card playoff: Buffalo 31, N.Y. JETS 27
- Divisional playoffs: San Diego 41, MIAMI 38 (OT); CINCINNATI 28, Buffalo 21
- AFC Championship: CINCINNATI 27, San Diego 7 (Freezer Bowl) no Riverfront Stadium, Cincinnati, Ohio, 10 de janeiro de 1982

### NFC
- Wild-Card playoff: N.Y. Giants 27, PHILADELPHIA 21
- Divisional playoffs: DALLAS 38, Tampa Bay 0; SAN FRANCISCO 38, N.Y. Giants 24
- NFC Championship: SAN FRANCISCO 28, Dallas 27 (The Catch) no Candlestick Park, San Francisco, Califórnia, 10 de janeiro de 1982

### Super Bowl
- Super Bowl XVI: San Francisco (NFC) 26, Cincinnati (AFC) 21, no Pontiac Silverdome, Pontiac, Michigan, 24 de janeiro de 1982